# Agnes Berck
Agnes Berck (* 15. Februar 1933 in Den Helder; † 15. Mai 2009 ebenda) war eine niederländische bildende Künstlerin.

## Leben und Werk

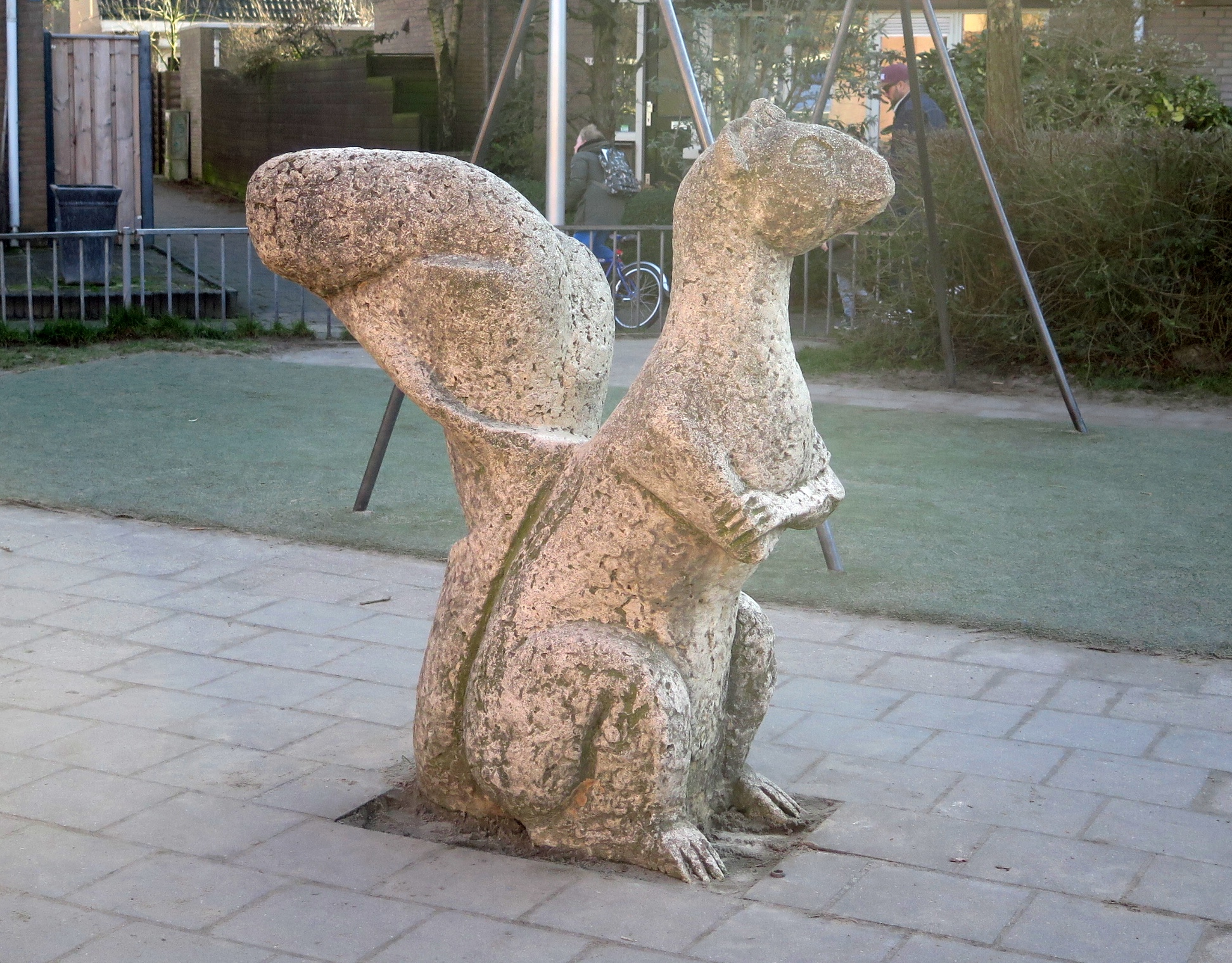
Sitzendes Eichhörnchen

Agnes Berck wurde am 15. Februar 1933 in Den Helder geboren. Sie studierte an der Koninklijke Academie van Beeldende Kunsten in Den Haag. Sie arbeitete als Bildhauerin und Keramikerin, fertigte Skulpturen und Mosaike mit biblischen und mythologischen Motiven. Berck war Mitglied mehrerer Künstlervereinigungen, unter anderem der Zuid-Hollandse Beeldhouwers, Caroluskring und Schilderessenvereniging ODIS.
Agnes Berck starb am 15. Mai 2009 in Den Helder.